# Vochysia guatemalensis
Vochysia guatemalensis là một loài thực vật có hoa trong họ Vochysiaceae. Loài này được Donn. Sm. miêu tả khoa học đầu tiên năm 1887.